# Sommer-Paralympics 1980/Dartchery
Bei den Sommer-Paralympics 1980 im niederländischen Arnhem wurden drei Wettbewerbe im Dartchery (Bogenschießen auf eine Dartscheibe) ausgetragen. Teilnahmeberechtigt waren Doppel der Männer, der Frauen sowie gemischte Doppel (Mixed). Es war die sechste und letzte Austragung von Dartchery-Wettbewerben bei Paralympischen Spielen.

## Medaillengewinner
| Disziplin | Gold           | Silber                           | Bronze                                |
| --------- | -------------- | -------------------------------- | ------------------------------------- |
| Männer    | BR Deutschland | NorwegenTore Åsen Jan Otto Waage | Vereinigte Staaten                    |
| Frauen    | Finnland       | Neuseeland                       | Vereinigtes Königreich                |
| Mixed     | Schweden       | Belgien                          | NorwegenLaila Hansen Oddbjørn Stebekk |